# Jevon Crudup
Jevon Pernell Crudup (Kansas City, 27 aprile 1972) è un ex cestista e allenatore di pallacanestro statunitense, professionista in Italia.

## Carriera
È stato selezionato dai Detroit Pistons al secondo giro del Draft NBA 1994 (48ª scelta assoluta).